# ダビング10
ダビング10（ダビングテン）とは、日本のデジタルテレビ放送の著作権保護のためのコピーガードの一種。ダビ10とも。
2008年（平成20年）6月2日から、日本の地上デジタルテレビ放送及び衛星デジタルテレビ放送（後述の例外あり）での運用が開始された。総務省の情報通信審議会で提案されたデジタル放送の私的利用に関する運用ルールに対して電子情報技術産業協会（JEITA）が定めた統一呼称である。
なお、デジアナ変換される一部のCATVアナログ波再放送には適用されない。

## 概要
デジタルテレビ放送をデジタル方式で録画しコピーした場合はアナログ方式に比べて画質の劣化がない。そのためデジタルコピーを際限なく許せば映画などのDVD・BD販売などに影響する事が予想されたため、日本ではデジタルテレビ放送の開始時はコピー・ワンス規定を採用してきた。コピー・ワンスは、放送局が放送しデジタル録画したものをコピーする場合に、ムーブ（Move：移動）を1回のみしかできないルールとなっている。これではムーブに失敗した場合に録画内容が失われてしまうことがある。このコピー・ワンス緩和の暫定措置として、ダビング10の運用ルールが開始された。

## ことばの定義
電子情報技術産業協会の発表によると、録画の新ルールの正式の呼称は「コピー9回+ムーブ1回（ダビング10）」で、「ダビング10」の読み方は、「ダビングテン」である。導入時期に次の使用例が推奨されていた。 
- コピー9回+ムーブ1回（ダビング10）
- ダビング10（コピー9回+ムーブ1回）
- ダビング10

初期にはコピーナインスなる言葉も提案された。

## 予定延期と運用開始
2007年（平成19年）12月20日に正式に公表された後、デジタル放送推進協会（Dpa）から地上デジタルテレビ放送では2008年（平成20年）6月2日4時からダビング10に対応した放送が運用される予定と告知されたが延期となり（後述）、地上デジタルテレビジョン放送、BSデジタル放送とも改め2008年7月4日4時から運用開始した。ただし、BSデジタル放送のうち、WOWOWとスター・チャンネルはダビング10を行わない。これは、映画会社等との著作権の取り決めにより放送に制約があるため。同様にCSデジタル放送も有料チャンネルは同様の理由により原則ダビング10は行わないが、報道系チャンネルなど一部有料チャンネルはダビング10を行う。

## コピー回数の制限による制御
『デジタルチューナーを搭載するHDDレコーダーなどハードディスクを内蔵する録画機』や対応パソコン（ダビング10対応チューナーなど）で、ダビング10の地上デジタルテレビジョン・BSデジタル放送（主に無料放送）を内蔵チューナーにより録画した後、DVD・BDなどに「9回のコピー」と「1回のムーブ」を可能にする運用ルールである。つまり、これ以外の方法、例えば対応機器でDVDやBDやVHSに放送を直接録画し、あるいはデジタルチューナー搭載家電のアナログ映像出力を対応機器などで録画した場合などには、それ以降のコピーは禁止となる（後述）。
コピーワンスもダビング10も「1世代のみコピー可」の制御を行う点では同じだが、「世代」の起点が異なる。コピーワンスは放送が起点となるため、録画機に録画した時点で1世代目のコピーとなっていたが、ダビング10では録画機（HDD）が起点となり、録画機（HDD）に録画した時点では1世代目にはならず、そこから他媒体（DVD、BD、メモリーカード、i.LINK等）へコピーするのが1世代目と言う違いがある。この1世代目コピーの数を9回、ムーブを1回にして、2世代目コピー（孫コピー。DVDからDVD、BDからBD、あるいはHDDへの再ダビングをすること）を禁止したのがダビング10である。
2世代目以降のコピーが禁止となるのはコピーワンスもダビング10も同様であり、コピーワンスの場合、録画機（HDD）から他へのデジタルコピーは不可でムーブのみとなっていたが、ダビング10の場合は録画機（HDD）から他媒体（DVD、BD、メモリーカード、i.LINK等）にコピーしたその先（ダビング10での「1世代目」コピー）において、それ以降のデジタル/アナログコピーが不可となる。
また、コピー回数の制限はデジタルコピー、すなわち「録画機内蔵のDVDやメモリーカードへのコピー」と「i.LINKなどのデジタル接続での他の機器へのコピー」に対して行われ、10回目は自動的にムーブ（移動）されるか、あるいはムーブ以外は不許可になる。また、コピー回数が9回に達していない場合でムーブしても、世代管理の制御は緩和されないため、それ以降のコピーは禁止となる（ムーブした先は常にダビング10での「1世代目」コピーとなるため）。対応機器でDVDやBDやVHSなどに直接ダビング10の放送を録画した場合も、ダビング10の世代管理が適用されず、それ以降のコピーは禁止となる。
なおダビング10ではHDDレコーダーからアナログ映像出力を経由して行うアナログコピーについてはダビング10で制御される回数としてカウントされない（アナログ接続での出力を利用した場合9回以上のコピーが可能となる）。しかし、アナログ映像出力についてはダビング10の世代管理が適用されず、コピー先では一律に「コピー禁止」の扱いとなる。よって、どの段階（1世代目の録画前、1世代目と2世代目の間、…）でアナログ映像出力接続を利用したとしても、アナログ映像出力によりコピーされた媒体（HDD/DVD/VHSなど）からさらに次の世代を作成することはできない（これはアナログ信号にCGMS-A信号が出力されるためである）。この結果、ダビング10対応番組でありながらアナログ映像出力を利用する必要が生じ、コピーワンス扱いとなるケースも出ている（トランスモジュレーション方式のケーブルテレビなど）。
なお、以上の運用ルールが適用されるのは、放送局がダビング10の制御信号入りの番組を放送していて、それをダビング10に対応した録画機で録画する場合だけである。録画機側がダビング10未対応の場合は、ダビング10の放送番組であっても、コピー・ワンスのコピー制御が掛かることになる。旧式のDVDレコーダーなどダビング10に対応していない録画機では機器外部への信号出力を含めてこれまでどおりコピー・ワンスの運用となるため、ハードディスク装置（HDD）に録画した番組を2枚のDVDにコピーして1枚を視聴用、もう1枚をバックアップ用と使い分けることはできない。さらに、放送局がダビング10の制御信号入りの番組を放送していて、それをダビング10に対応した録画機で録画する場合であっても、外部チューナー（CATV用セットトップボックスなど）経由で録画した場合はこれまでどおりコピー・ワンスの運用となる。
また、ダビング10においても前述のようにコピー・ワンス運用と同じく孫コピーは禁止であるため、コピー先メディアが旧世代化や規格争いでの敗退等により事業縮小・撤退に追い込まれた場合（HD DVD、コピーワンス番組を録画したD-VHSとカートリッジのBD-RE V1.0等）、再生用機材の修理ができなくなった時点で再生が困難となることが予想される。
出典：

## 販売済録画機種での対応
本規格の規定以前に販売されたハードディスク内蔵録画機はコピー・ワンスには対応していてもダビング10に対応していないが、メーカーや機種によってはソフトウェアのアップデートで対応している。以下の製品で対応すると公表されている。
- ソニー - スゴ録最終モデルと第2世代以降のBDレコーダー[9]
- パナソニック - 2006年（平成18年）秋モデル以降の「DIGA」[10]、HDD内蔵CATVデジタルSTB[11][12]
- シャープ - 2007年（平成19年）春モデル以降[13]

ダビング10対応機種（2008年7/8月のファームアップと予告あるもの）
- Blu-Ray/HD DVD（地デジ対応機種）
  - ソニー - BDZ-X90/T90/L70/T70/T50/A70/V9/V7
  - 松下電器産業（現：パナソニック） - DMR-BW900/800/700/200　DMR-BR500/100
  - シャープ - BD-HDW30/25/22/20/15
  - 三菱電機 - DVR-BZ200/100
  - 日立製作所 - DV-BH250
  - 東芝 - RD-A301
- DVD/HDD録画機（地デジ対応機種）
  - ソニー - RDZ-D900A/800/700
  - 松下電器産業（現：パナソニック）- DMR-XW320/300/200V/120/100/51/50/41V/40V/31/30　DMR-XP22V/21V/20V/12/11/10
  - シャープ - DV-ACW90/85/82/80/75/72/60/55/52　DV-AC82/75/72/55/52　DV-ACV52
  - 三菱電機 - DVR-DW200/100　DVR-DV745/735
  - 日立製作所 - DV-DH500H　DV-DH500VH/250VH
  - 東芝 - RD-X7　RD-S601/502/302/301　RD-W301 RD-E302/301
  - パイオニア - DVR-WD70
  - 日本ビクター - DR-HX500/250
  - DXアンテナ - DVHR-D250 DVHR250E4 DHR-40D
- HDD内蔵テレビ（地デジ対応機種）
  - 日立製作所 - WOOO（時期未定）　UT42/UT37/UT32-WP770B/W　P50-XR02、P50/P42-HR02　P60/P50/L37-XR01、P42/P37/L32-HR01　P42/P37/L32-HR100CS
  - 東芝 - REGZA（時期未定）Z3500/Z2000/Z1000シリーズ　H3300/H3000/H2000/H1000シリーズ、32H3200/37H3100
- ワンセグ対応携帯電話
  - シャープ - NTTドコモ向け SH706iw、au向けW64SH等の2008年秋冬モデルから全機種対応。
  - 富士通 - NTTドコモ向け　F-01Aからの全機種（録画機能に対応していないらくらくホン6を除く）
  - 東芝 - au向け T003
- パソコン搭載チューナー
  - I-O DATA
    - ワンセグチューナー　SEG CLIP GV-SC300・GV-SC400以降の機種（ただし機器によってはアプリケーションのバージョンアップが必要）
    - 地デジチューナー　全機種（ただしアプリケーションのバージョンアップが必要）

  - BUFFALO
    - ワンセグチューナー　ちょいテレ　DH-KONE/U2V・DH-KONE/U2DSシリーズ等の外部メモリームーブ対応機種（ただし機器によってはアプリケーションのバージョンアップが必要）
    - 地デジチューナー　全機種（ただしアプリケーションのバージョンアップが必要）

  - ロジテック
    - ワンセグチューナー　DiALIVE Wセグ  LDT-1S303U・LDT-1S301U・LDT-1S30X4U（ただしダビング10に対応するにはLDT-1S301Uのみアプリケーションの有償アップデータを適用後に更にバージョンアップが必要。有償アップデートはSDメモリーカードへのムーブに対応し、＜らくデジビューVer 1.0.5.0＞を適用後はダビング10・PSPへのダビングにも対応する）

## ソフトウェアのアップデートの確認
ダビング10実施以前に購入した機器は、対応機器であればメーカ毎に順次ソフトウェアのアップデートが行われる。アップデートは地上デジタル・BSデジタルの放送波を利用したダウンロードとインターネット経由によるダウンロードがある。前者の場合は、機器の電源コンセントを差したまま機器の電源をスタンバイ状態にしておくことで、放送波から送られるアップデート用のデータを受信してアップデートが行われるもので、ほとんどの機器で対応しているが、データを送信する日付・時間帯（主に深夜）に電源をスタンバイ状態にしておく必要がある（実施日時はメーカーのホームページで掲載されている）。後者はインターネット経由でアップデートを行うもので、任意の時間にアップデートを行うことが出来るが、インターネットに接続できる機種に限られる。
ソフトウェアのアップデートが完了すると、機器の「放送メール」に「ダウンロードに成功しました。2008/06/30 17:40:40 - 18:09:00」などと年月日と時間帯が表示される。このようなソフトウェアのアップデートでの「放送メール」は放送局から送られるメールそのものではなく、アップデートの最終動作としてアップデートソフトウエア自身が作成するものである。この放送メールが作成されて、はじめてアップデートの成功といえる。また、機器によって多少の違いはあるが、録画した放送の一覧表示で「ダビング可能回数10-2」などと表示されるが、これはダビング10以前にはなかった表示であり、このことからも確認はできる。なお、地デジでいう「放送メール」は呼称の通り、相互にやり取りをする電子メールなどとは異なり、電波を媒体として放送局から一方的に送られてくる「お知らせ」や連絡事項と捉えたほうがわかりやすい。

## ダビング10の迷走 メーカーと著作権団体の対立
ダビング10のめどが立たなくなったきっかけは、著作権者への私的録音録画補償金制度をめぐる議論からである。補償金制度は著作権法に基づき、デジタルの録音・録画機器の価格に著作権料の上乗せをするものである。
2008年（平成20年）5月8日、文化庁の文化審議会でダビング10の実行にともない制度の対象をハードディスク内蔵型DVD録画機に拡大する案を示す。これは、著作権団体側の「回数が増える以上、適切な対価を支払うべきだ」（椎名和夫・日本芸能実演家団体協議会常任理事）との主張を受けたものである。著作権団体側にとっては補償金の対象の拡大は、補償金総額の減少に歯止めをかけるという利点もある。これに対し、メーカー側は「補償金制度の際限ない拡大につながる」「制限が残る以上、補償金を支払う必要はない」と反発している。これはデジタル放送にこの様な制限を設けているのは日本だけで、この様な制限を設けているのは著作権者団体へのメーカー側の特別扱いである。海外よりもはるかに特別扱いされているにもかかわらず著作権者団体側がさらに過大な要求を突きつけてきたことに対しメーカー側の関係者の間では「日本の著作権者団体を特別扱いしてあげたらかえって図に乗ってきた」と反発する意見も出てきており、「いっそのこと外国と同じく一切の複製防止機能搭載をやめ、補償金額は裁判で争うべきだ」という意見によるものであるとも考えられる。また補償金は価格に転嫁しにくく、自社で負担せざるを得ない。なお、ソニーは文化庁案に反発するメーカー側で唯一柔軟な姿勢を示している。これはソニーグループ内に映画・音楽事業があり、著作権者としての立場もあるからである（日本ビクターも当時子会社〈現在はグループ内〉にレコード会社を持っていたが、ソニーのように著作権者としての立場で反発はしていない）。
さらに放送局は総務省、著作権問題は文部科学省、メーカーは経済産業省が担当しておりこの3省内での調整が十分になされなかったことも原因の1つとなっている。

## ダビング10の動作例
| 出力先                    | 主な保護方式            | 出力時のCCIステータス |
| ------------------------- | ----------------------- | --- |
| アナログ映像（D端子など） | CGMS-A マクロヴィジョン | COG APS値継承 ただし、接続機器によってはCCIが消失もしくは作動せず |
| HDMI                      | HDCP                    | 視聴のみ可 視聴機器にのみ出力限定 |
| DVI                       | HDCP                    | 視聴のみ可 視聴機器にのみ出力限定 |
| アナログRGB               | なし                    | なし |
| 光デジタル音声            | SCMS                    | COG |
| Bluetooth（音声）         | SCMS-T                  | COG |
| アナログ音声              | なし                    | なし |
| IEEE 1394                 | DTCP                    | NMC（通常出力） Move-mode（コピー） |
| IP                        | DTCP                    | NMC（通常出力） Move-mode（コピー） |
| 内蔵リムーバブルメディア  | 種々                    | 記録先でNMC |
| Torne                     | 独自                    | 「書き出し」を行う場合は書き出し後の媒体でコピーワンスが発動し、ダビング10のカウントが「9」に変更される。「書き出し」後の変換前ビデオもダビング10カウンターが発動し、10回書き出すと元の番組データが消える。 |

参考資料
平成19年8月1日
デジタル・コンテンツの流通の促進等に関する検討委員会
資料2
21世紀におけるインターネット政策の在り方
＜平成13年諮問第3号 第4次中間答申＞
地上デジタル放送の利活用の在り方と普及に向けて行政の果たすべき役割
＜平成16年諮問第8号 第4次中間答申＞

## コピー・ワンスとダビング10の信号

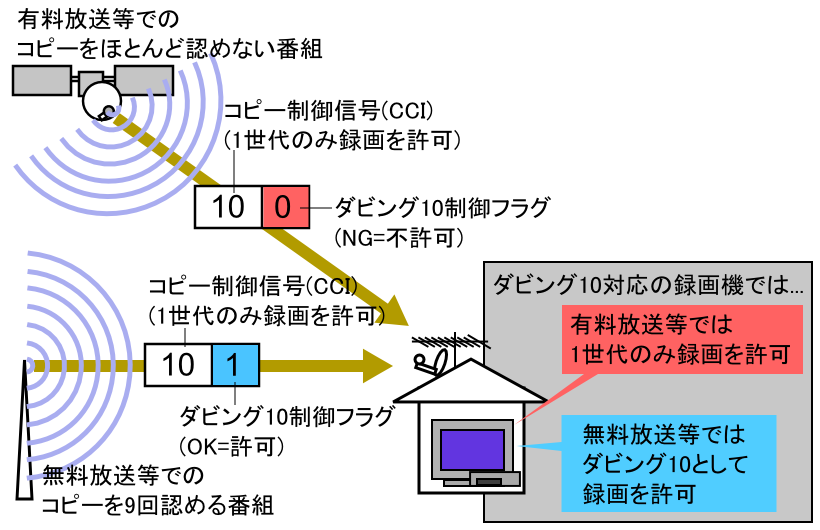
ダビング10対応のための制御フラグの動作説明
有料放送のようなコピーされたくない放送コンテンツでは従来のコピー・ワンス指定を行い、無料放送のようなコピーに対してそれほど警戒する必要がない放送コンテンツではダビング10とする。共にコピー制御信号ではコピー・ワンス指定がなされているため、ダビング10に未対応の録画機器ではコピー・ワンスとして動作する。また、ダビング10に未対応の（copy_restriction_modeを送出しない）放送設備からのデジタルテレビ電波は、ダビング10に対応済の録画機器ではダビング10の扱いとなる。

2008年（平成20年）2月7日にDpaから公開された放送運用規定の改訂案では主に以下の2点が主要な要目であり、現在運用されている規定となっている。
- コピー制御信号（CCI）のうちの録画の扱いを決める2ビットの制御フラグ（digital_recording_control_data）をダビング10でもコピー・ワンスと同じ「1世代のみコピー可」と定義した。
- ダビング10のための新たな1ビットの制御フラグ（copy_restriction_mode）をCCIに加える。「0」はNGでありダビング10での録画を不許可とし、「1」はOKとしてダビング10での録画を許可する。なお、このフラグを含まない放送信号は「1」すなわちOK（ダビング10での録画を許可）として扱う。

上記の規定によってWOWOWのような有料放送を扱うためにダビング10での録画を不許可としたい放送局だけがダビング10のための放送機材への設備改修を行い、他の多くの無料放送での放送局は設備改修を行なわなくて済む事となった。ダビング10対応に改修しない（copy_restriction_modeを送出しない）放送局からのテレビ電波をダビング10対応の録画機器で受信すれば9回までダビングが可能になる。また、テレビ録画を行なう受信機側でも、コピー制御信号の新たな1ビットの読み取りを実装するだけで対応が可能になっている。